# Classe Adua
La classe Adua est une sous-classe de sous-marin de la Serie 600 construits pour la Regia Marina durant l'entre-deux-guerres.

## Conception et description
Il s'agit d'un petit croiseur submersible à simple coque avec double fond central et bulges latéraux, pratiquement identiques à ceux de la série précédente Perla dont ils constituent une répétition. C'est la plus grande série de la classe 600 et donne de bons résultats au cours du conflit, bien que la vitesse de surface soit plutôt faible, les bateaux sont robustes et maniables. Il y a de petites différences dans le déplacement et les détails de construction entre les unités construites sur des sites différents.
Le Gondar et le Scirè sont modifiés en 1940/41 pour le transport de véhicules d'assaut sous-marins de type S.L.C. (Siluro a Lenta Corsa), par l'enlèvement du canon et la disposition sur le pont de trois conteneurs étanches, deux à l'arrière et un en avant du massif. Pendant le conflit, presque tous les massifs des unités de cette classe sont modifiés et réduits en taille.
Ils déplaçaient 680 tonnes en surface et 844 tonnes en immersion. Les sous-marins mesuraient 60,18 mètres de long, avaient une largeur de 6,45 mètres et un tirant d'eau de 4,7 mètres.
Pour la navigation de surface, les sous-marins étaient propulsés par deux moteurs diesel CDRA ou Tosi de 600 chevaux (447 kW), chacun entraînant un arbre d'hélice. En immersion, chaque hélice était entraînée par un moteur électrique Magneti Marelli de 400 chevaux-vapeur (298 kW). Ces moteurs électriques étaient alimentés par une batterie d'accumulateurs au plomb composée de 104 éléments. Ils pouvaient atteindre 14 nœuds (26 km/h) en surface et 7,5 nœuds (13,9 km/h) sous l'eau. En surface, la classe Adua avait une autonomie de 3 180 milles nautiques (5 890 km) à 10,5 nœuds (19,4 km/h), en immersion, elle avait une autonomie de 74 milles nautiques (137 km) à 4 nœuds (7,4 km/h)
Les sous-marins étaient armés de six tubes lance-torpilles internes de 53,3 cm, quatre à l'avant et deux à l'arrière. Une torpille de rechargement était transportée pour chaque tube, pour un total de douze. Ils étaient également armés d'un canon de pont de 100 mm OTO 100/47 pour le combat en surface. L'armement antiaérien léger consistait en une ou deux paires de mitrailleuses Breda Model 1931 de 13,2 mm

## Navires de la classe
| Navire       | Constructeur | Lancement         | Fait |
| ------------ | ------------ | ----------------- | --- |
| Adua         | CRDA         | 13 septembre 1936 | Coulé le 30 septembre 1941 par des destroyers HMS Gurkha et HMS Legion                                                                       |
| Alagi        | CRDA         | 15 novembre 1936  | Vendu pour démolition le 1er février 1948 |
| Aradam       | CRDA         | 18 octobre 1936   | Coulé le 4 septembre 1944 à Gênes par des bombardiers alliés                                                                                 |
| Ascianghi    | OTO          | 5 décembre 1937   | Sabordé le 23 juillet 1943 près de Augusta après l'attaque des destroyers HMS Laforey et HMS Eclipse                                         |
| Axum         | CRDA         | 27 septembre 1936 | Sabordé le 28 décembre 1943 dans le Péloponnèse                                                                                              |
| Beilul       | OTO          | 22 mai 1938       | Coulé en mai 1944 par une attaque aérienne Alliée                                                                                            |
| Dagabur      | Tosi         | 22 novembre 1936  | Coulé pendant l'opération Pedestal par le destroyer britannique HMS Wolverine                                                                |
| Dessiè       | Tosi         | 22 novembre 1936  | Coulé le 28 novembre 1942 près de Annaba par les destroyers HMS Quiberon et HMS Quentin                                                      |
| Durbo        | OTO          | 6 mars 1938       | Sabordé le 18 octobre 1940 après une attaque des destroyers HMS Firedrake et HMS Wrestler à l'est de Gibraltar                               |
| Gondar       | OTO          | 3 octobre 1937    | Sabordé le 30 septembre 1940 près d'Alexandrie après une attaque de 14 heures par les destroyers HMAS Stuart et HMS Diamond et un Sunderland |
| Lafolè       | OTO          | 10 avril 1938     | Coulé le 20 octobre 1940 au nord de Melilla par les destroyers HMS Gallant, HMS Hotspur et HMS Griffin                                       |
| Macallè      | OTO          | 29 octobre 1936   | Échoué le 15 juin 1940 |
| Neghelli     | OTO          | 7 novembre 1937   | Coulé le 19 janvier 1941 par le destroyer HMS Greyhound                                                                                      |
| Scirè        | OTO          | 6.1.1938          | Coulé le 10 août 1942 au large d'Haïfa par le HMT Islay                                                                                      |
| Tembien      | OTO          | 6 février 1938    | Coulé le 2 août 1941 à l'ouest de Malte par le HMS Hermione                                                                                  |
| Uarsciek     | Tosi         | 19 septembre 1937 | Coulé le 15 décembre 1942 au sud de Malte par le HMS Petard et le destroyer grec Vasilissa Olga                                              |
| Uebi Scebeli | Tosi         | 3 octobre 1937    | Coulé le 29 juin 1940 par les HMS Dainty et HMS Ilex                                                                                         |

## Historique
À leur mise en service, les sous-marins type 600 devaient compléter les 11e et 14e escadrons de La Spezia et la 43e à Tarente. Après leur formation initiale, beaucoup d'entre eux ont effectué des croisières-écoles dans le Dodécanèse et le long de la côte nord-africaine.
Les premières unités de cette série participent à la guerre d'Espagne et toutes sont fortement impliquées dans la Seconde Guerre mondiale, opérant en Méditerranée (à la seule exception du Macallé affecté en mer Rouge) d'abord avec des embuscades offensives sur les bases ennemies et sur les routes les plus fréquentées, puis pour construire des lignes de barrage lors des grands mouvements ennemis et pour protéger certaines opérations. Les "Africains", comme on appelle ces sous-marins, qui prennent leur nom de certains des endroits de colonies italiennes en Afrique, sont les bateaux qui remportent les plus grands succès contre les unités de guerre adverses en Méditerranée.
À ces succès s'ajoutent de nombreux autres obtenus contre des unités marchandes lourdement escortées. L'unité la plus active était l'Alagi avec 55 missions et 36 729 nautiques parcourus. Des deux bateaux utilisés pour le transport des véhicules d'assaut, le Gondar est perdu lors de sa première mission, tandis que le Scirè effectue quatre missions contre Gibraltar et une contre Alexandrie, au cours desquelles son S.L.C. (Siluro a Lenta Corsa) coule et endommage des navires marchands pour un total de 22 000 tonnes et endommage gravement les navires anglais HMS Valiant et HMS Queen Elizabeth en décembre 1941. Pour l'activité réalisée et les résultats obtenus, le commandant C. F. Junio Valerio Borghese, l'étendard du Scirè et de nombreux opérateurs des S.L.C. sont décorés de la Médaille d'or de la vaillance militaire. Le Scirè est perdu dans une tentative de forcer le port de Haïfa en août 1942.
Sur les 17 sous-marins de la série, seul l'Alagi sort indemne du conflit ; 16 sont perdus entre 1940 et 1943 pour cause de guerre et deux (Aradam et Beilul) pour des causes différentes au moment de l'armistice ; l'Axum est perdu pendant la cobelligérance.